# 極地之星角
極地之星角（英語：Cape Polar Star），是南極洲的海岬，位於維多利亞地的博克格雷溫克海岸，處於庫爾曼島西南端，在1987年由美國南極研究隊成員命名，現時由南極條約體系管理。